# Ariel (Fahrzeugmarke)

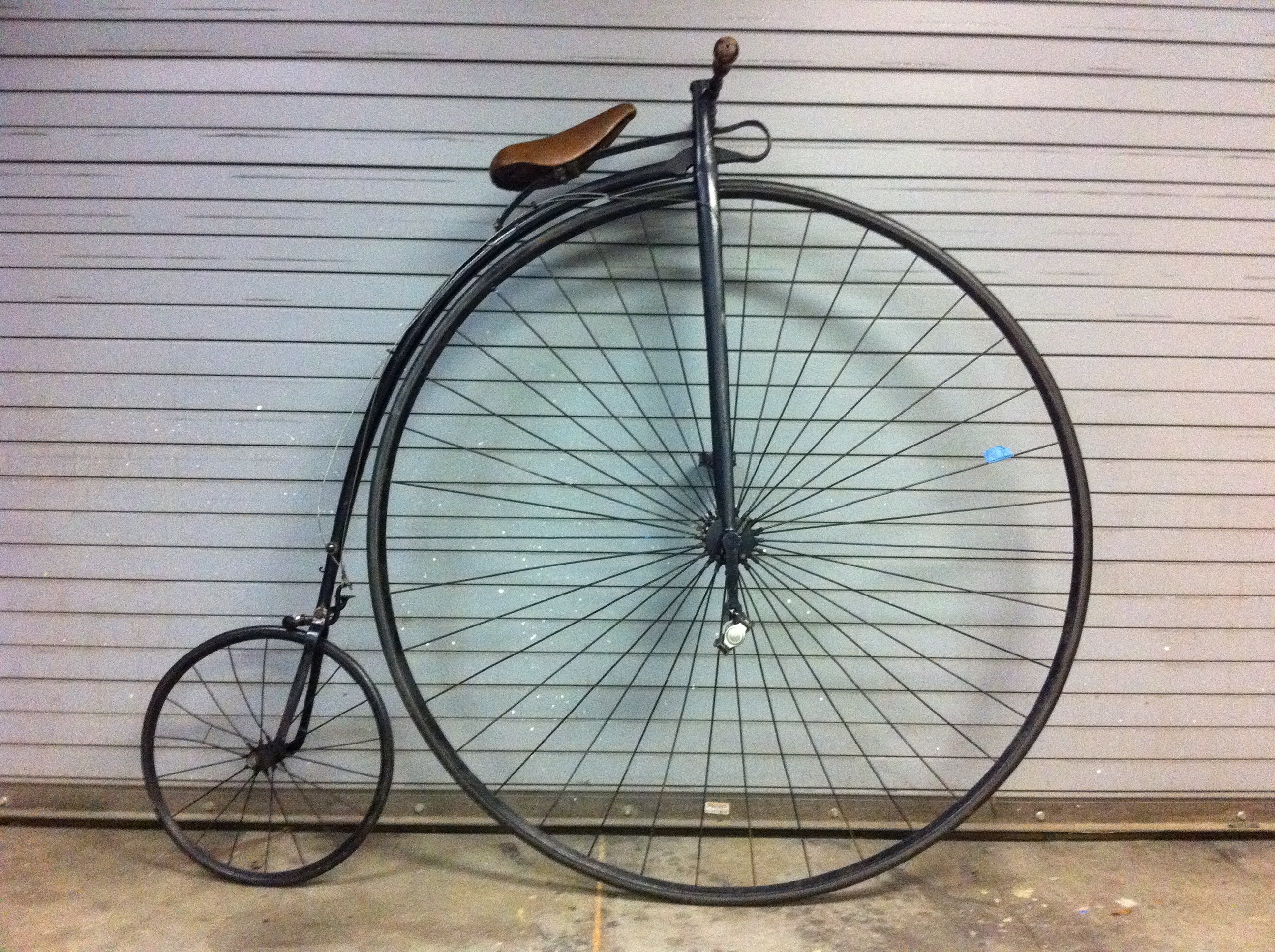
Hochrad von Ariel

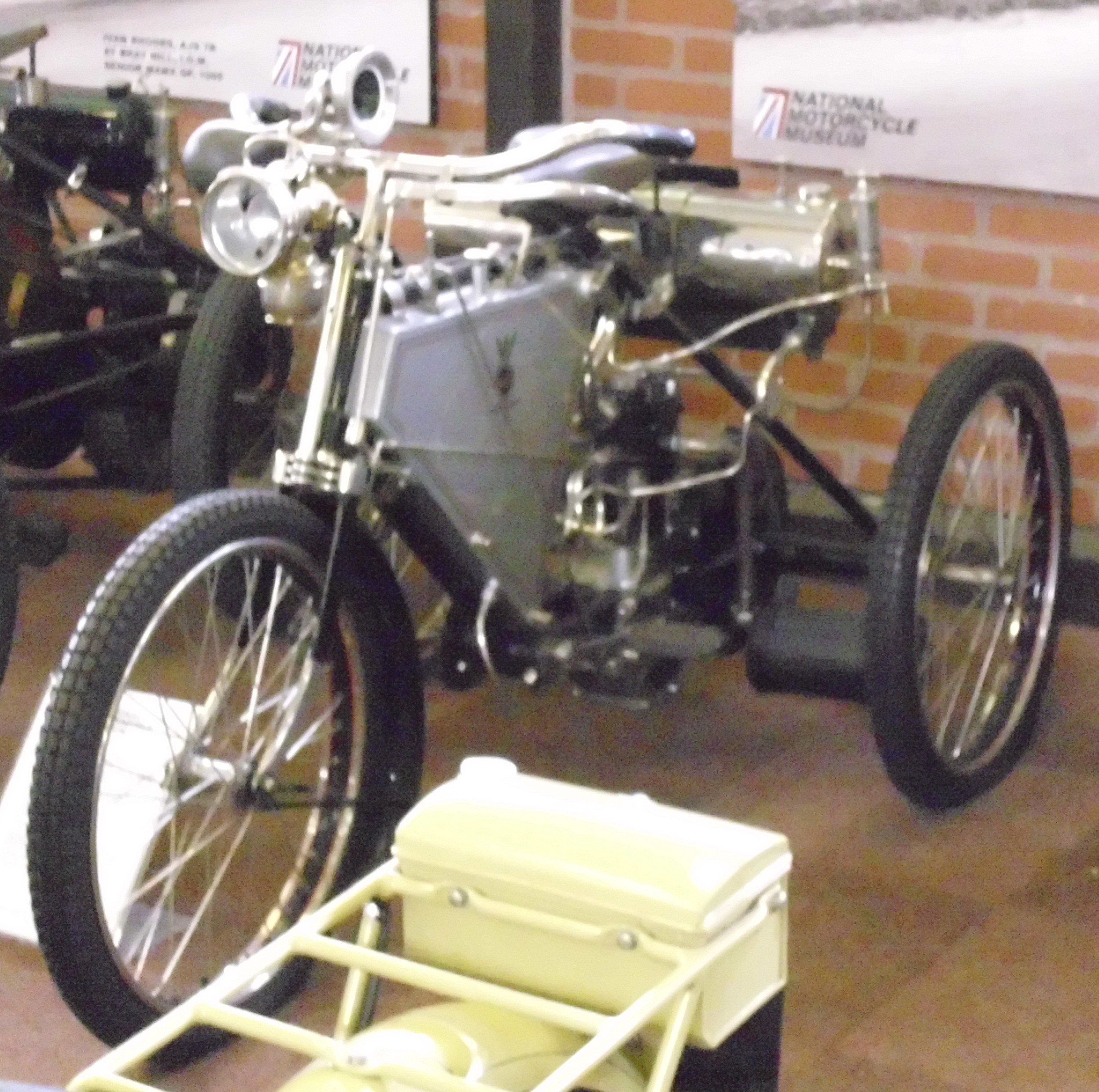
Motordreirad von Ariel

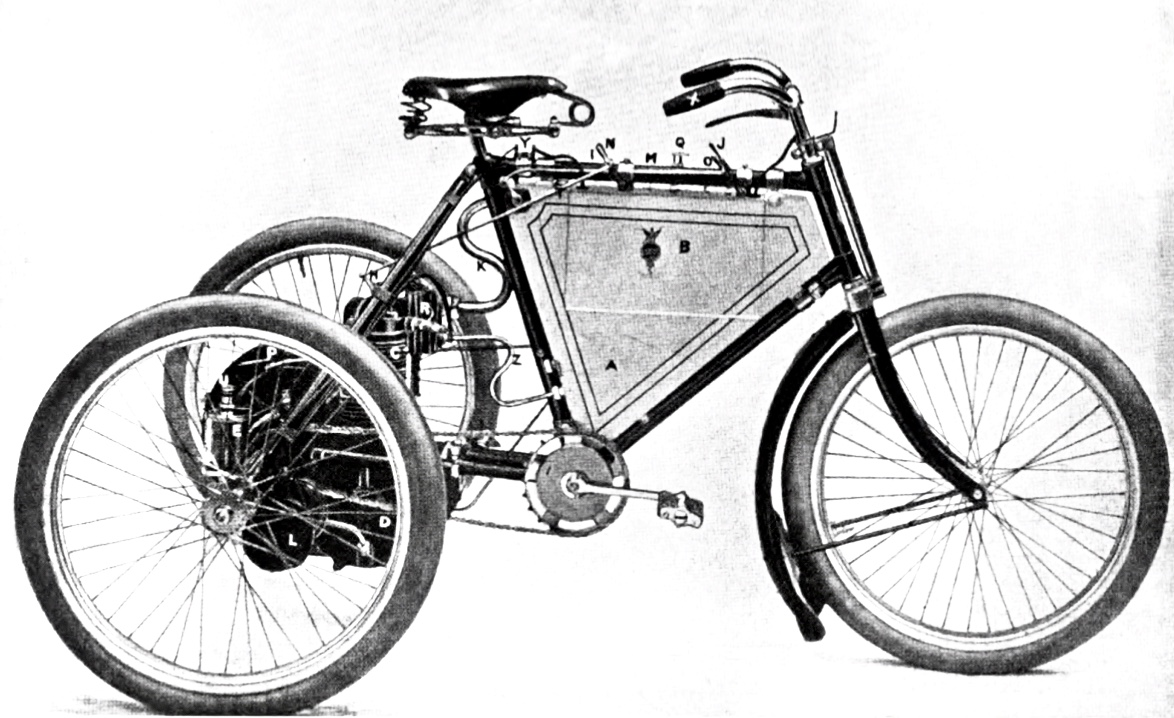
Ariel 2,25 HP

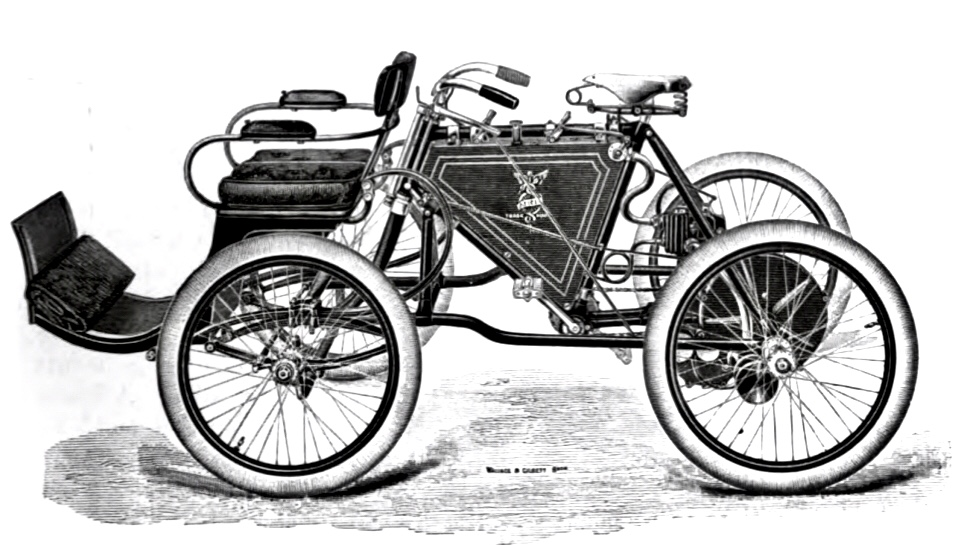
Ariel Quadricycle um 1901

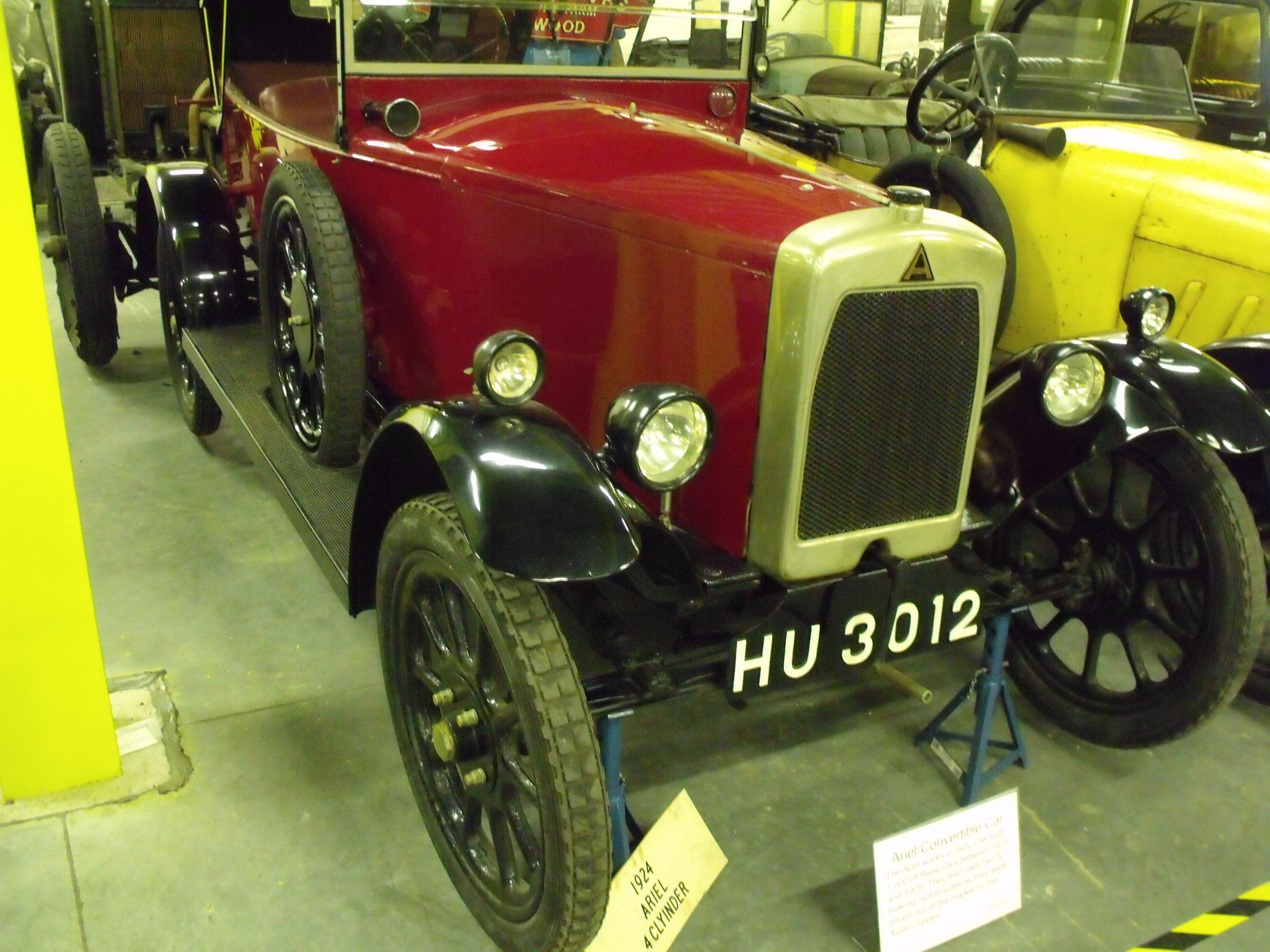
Auto von Ariel

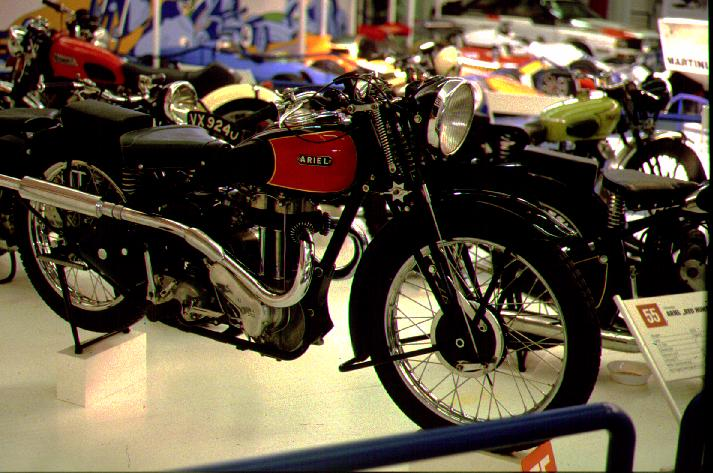
Ariel Red Hunter

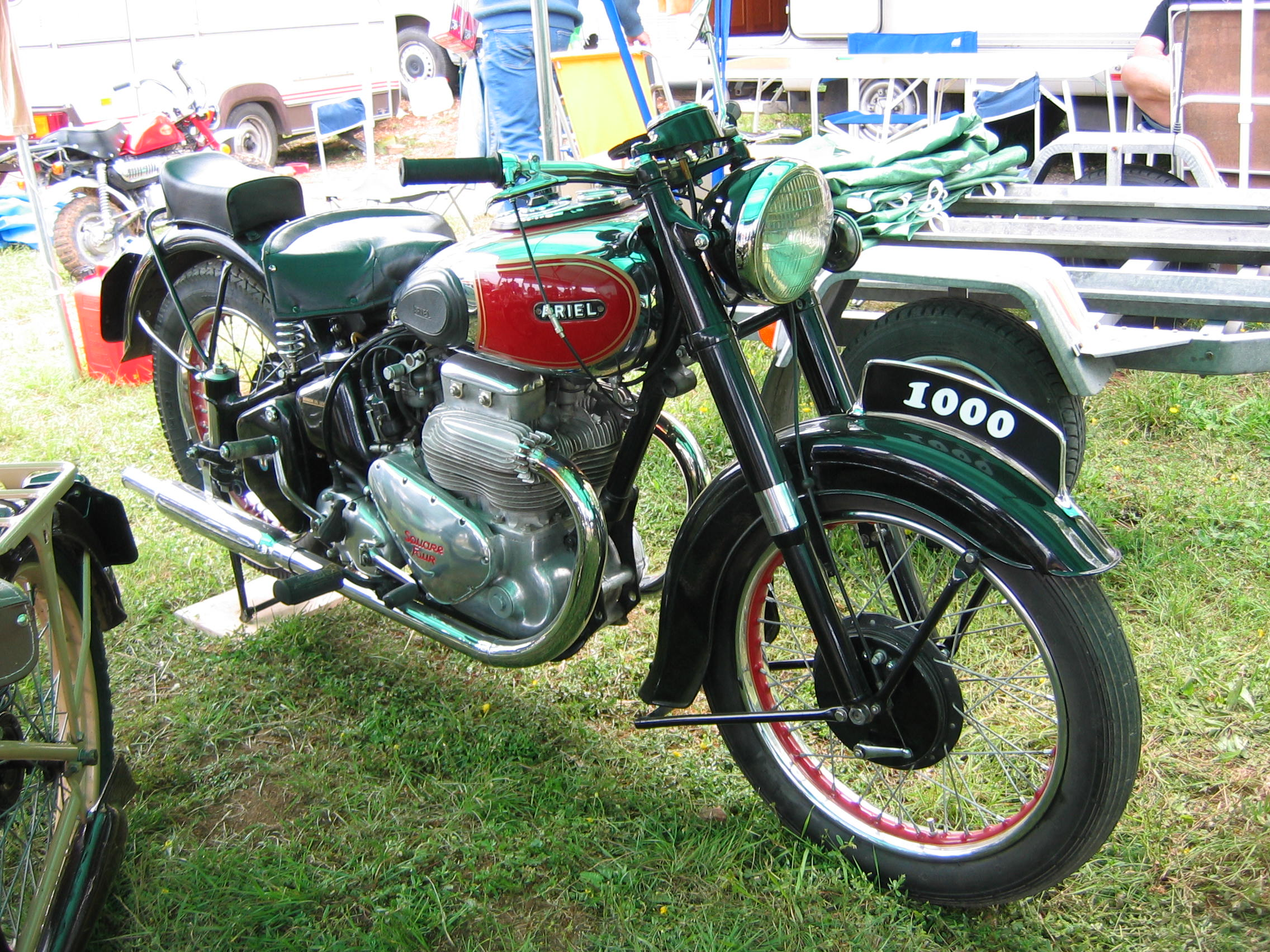
Ariel Square Four

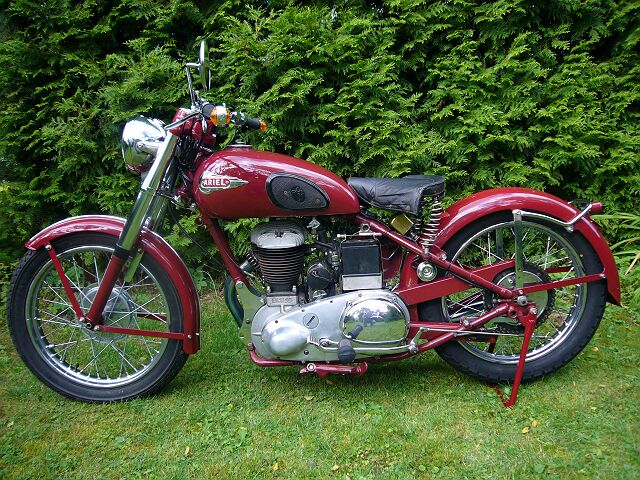
Ariel VB 600 1953

Ariel war eine britische Marke. Angeboten wurden Fahrräder, Automobile und vor allem Motorräder.

## Markengeschichte
Die erste bekannte Erwähnung stammt von 1847. Damals ging es entweder um ein Rad oder um einen Luftreifen für Kutschen. Eine andere Quelle bestätigt 1847 sowie Reifen für Kutschen und nennt Whitehurst & Co. aus London als Hersteller.
1870 meldeten James Starley und William Hillman ein Hochrad zum Patent an und nannten es Ariel Ordinary. 1871 begann die Serienproduktion. Von 1871 bis 1873 stellte Smith, Starley & Co. die Fahrzeuge her. 1874 zog das Unternehmen in die Fabrik Ariel Works in Coventry. Im gleichen Jahr erwarb Haynes and Jefferis eine Lizenz. Von 1875 bis 1879 fertigte nur Haynes and Jefferis diese Fahrzeuge, und zwar ebenfalls in Ariel Works. 1880 ging das Unternehmen in die Liquidation. Es wurde als D. Rudge and Co neu gegründet und war auch in Ariel Works tätig. Die Verbindung zu Rudge ist unklar. 1893 ließ Guest and Barrow aus Birmingham den Markennamen Ariel offiziell registrieren. Dieses Unternehmen wurde bereits im Folgejahr aufgelöst. 1896 wurde die Dunlop Pneumatic Tyre Company gegründet und übernahm den Markennamen. Im gleichen Jahr wurde auch die Dunlop Cycle Company in Coventry gegründet. 1896 oder 1897 änderte sich die Firmierung in Ariel Cycle Company. 1897 oder 1898 erfolgte der Aufkauf durch die Cycle Components Manufacturing Company. Die Produktion wurde nach Ariel Works in Bournbrook verlegt. Ab 1898 wurden Motordreiräder gefertigt. 1901 folgten Quadricycles und richtige Automobile durch die Ariel Cycle Company. Der Vertrieb der Quadricycles erfolgte ab 1901 durch die Ariel Motor Company. Ab 1906 war Ariel Motors (1906) für Produktion und Vermarktung der Kraftfahrzeuge zuständig. 1909 oder 1910 waren Ariel Motors und Ariel Motors (1906) insolvent. Components setzte die Produktion der Motorräder fort. Der Automobilbau wurde an die englische Filiale von Lorraine-Dietrich abgestoßen. 1911 gab Lorraine-Dietrich die englische Produktion auf. Im selben Jahr wird wieder eine Ariel Motors als Vertriebsorganisation genannt. Etwa 1912 erwarb Components das Werk Ariel Works von Lorraine-Dietrich zurück und stellte bis 1917 wieder Autos her. 1917 setzte das neue Unternehmen Ariel Works die Motorrad- und Automobilproduktion fort. Die Pkw-Produktion endete 1925. Die Fahrradproduktion lief bis 1932. In dem Jahr geriet Components in Liquidation. Jack Sangster übernahm die Motorradproduktion und führte sie als Ariel Motors (J.S.) fort. Birmingham Small Arms Company kaufte 1944 das letztgenannte Unternehmen auf und stellte laut einer Quelle bis 1965 Motorräder her.
Andere Quellen sagen, dass Ariel-Motorräder bis 1970 gefertigt wurden. Automobile entstanden zwischen 1898 und 1915 sowie zwischen 1922 und 1925.

## Fahrzeuge
Das Motordreirad hatte einen De-Dion-Bouton-Einzylindermotor. Für die Quadricycles ab 1901 ist ebenfalls ein Einzylindermotor überliefert, der 3 PS leistete. Ebenfalls 1901 wurde der 9/10 HP auf einer Messe präsentiert. Er hatte einen Zweizylindermotor und eine viersitzige Karosserie in der Form eines Tonneaus. 1902 folgte der 16 HP mit Vierzylindermotor.
1906 erschienen modernere Autos, die etwas dem Mercedes Simplex ähnelten und auch Ariel-Simplex genannt wurden. Genannt sind 28/38 HP mit Vierzylindermotor und 6330 cm³ Hubraum bis zum 40/50 HP mit Sechszylindermotor und 12.875 cm³ Hubraum.
Für 1912 bis 1913 war der 25 HP mit 4082 cm³ Hubraum das größte Modell. 1915 gab es einen 10 HP mit 1328 cm³ Hubraum.
1922 erschien ein Kleinwagen mit wassergekühltem Zweizylindermotor, 996 cm³ Hubraum, Dreiganggetriebe und üblicherweise viersitzigem Aufbau. Hiervon entstanden etwa 700 Fahrzeuge bis 1925. 1924 kam der etwas größere Ten dazu. Er hatte einen Vierzylindermotor mit 1097 cm³ Hubraum. Hiervon wurden etwa 250 Fahrzeuge verkauft.
Die Motorräder wurden zunächst mit Motoren von White & Poppe ausgerüstet, die ab 1904 unter Lizenz selbst hergestellt wurden. 1914 bestand das Fertigungsprogramm aus einem 348-cm³-Zweitaktmotorrad und Maschinen mit Seitensteuerung von 498 und 670 cm³.
1925 begann Val Page, einen neuen Motor zu konstruieren. Mit der Vorstellung der Red Hunter-Serie begann das Unternehmen zu prosperieren. Im November 1930 konnte mit einem Vierzylinder-Viertakt-Motorrad, der „Square Four“, eines der außergewöhnlichsten Motorräder dieser Zeit vorgestellt werden. Das Motorrad mit zunächst 500 cm³ hat zwei Kurbelwellen; die Zylinder sind im Quadrat angeordnet.

## Ariel Modell VB
Das Modell VB wurde mit dem alten seitengesteuerten 598-cm³-Einzylindermotor ausgeliefert. Mit 86,4 mm Bohrung und 102 mm Hub war der Motor langhubig ausgelegt. Er leistete 13 kW bzw. 18 PS bei 4400/min. Damit war eine Höchstgeschwindigkeit von 105 km/h möglich. Die ungefederte Hinterachse in Verbindung mit der Teleskopgabel passte eigentlich nicht in die Zeit mit dem veralteten Motor, gab es doch parallel dazu bereits seit 1933 die 500er VH-Motoren mit hängenden Ventilen. Trotzdem wurde dieser Motor in der VB ab 1933 gebaut. Bei diesem Typ wurde die „gearbox“-Ausführung BA verwendet. Üblich bei diesen englischen Klassikern ist die rechts angelegte Gangschaltung, die obendrein den ersten Gang nach oben hat. Heute sind die seitengesteuerten VBs fast gänzlich ausgestorben, die NH und VH mit gefederter Hinterschwinge und OHV-Motor sind noch allenthalben anzutreffen. Der größere Fankreis ist heute bei den Square-Four-Vierzylindern zu finden, die der Marke ihren Premiumcharakter gaben. Das nebenstehende Modell ist weitgehend original mit Ausnahme der Rückleuchte, bei der Ausführung des Auspufftopfes gibt es auch Fishtail-Ausführungen. Die nur 20 mm breiten Trommelbremsen vorne wie hinten haben dank ihres Durchmessers ausreichende Funktion. Single-Motoren wurden mit 350 cm³ OHV in den Modellen NH und Red Hunter angeboten. 500-cm³-OHV gab es als VH, VHA, VCH und Red Hunter. 600-cm³-SV ausschließlich als VB-Modell.
1959 wurde die komplette Modellpalette ausgetauscht. Im Angebot standen nur noch Zweitakt-Motorräder, die auf Entwicklungen der Adlerwerke basierten. Gegen die japanischen Motorräder konnten diese Modelle jedoch auf Dauer nicht bestehen. Die Produktion wurde 1967 eingestellt. 1970 stellte man ein Dreirad-Moped mit Laura-Zweitaktmotor vor, ein Kurvenneiger, dem jedoch kein Erfolg beschieden war.

### Motorradmodelle
- Ariel Square Four
- Ariel Red Hunter
- Ariel VB
- Models A–G
- Ariel Arrow
- Ariel Leader
- Ariel Fieldmaster
- Ariel Pixie
- Ariel VCH
- Ariel Huntmaster
- Ariel WNG 350
- Ariel HT3
- Ariel HT5
- Ariel HS
- Ariel Badger